# Milionářská dávka
Milionářská dávka, též zvaná milionářská daň, byla zvláštní daň uvalená na občany Československa k pokrytí škod způsobených v zemědělství mimořádným suchem v létě roku 1947 zákonem č. 185/1947 Sb. ze dne 31. října 1947 o mimořádné jednorázové dávce a mimořádné dávce z nadměrných přírůstků na majetku. Podle tohoto zákona byly povinny zaplatit tuto dávku rodiny, jejichž majetek ke dni začátku platnosti uvedeného zákona přesahoval hodnotu v částce 1 milionu Kčs a současně pokud jejich daňová povinnost v roce 1947 činila nejméně 50 tisíc Kčs. Tato mimořádná dávka představovala zvýšení daňové povinnosti za rok 1947 o další 2 až 20 %.
V roce 1948 byl uvedený zákon zpřísněn. Národní shromáždění přijalo zákon č. 180/1948 Sb. zde dne 19. července 1948, kterým se mění a doplňuje zákon ze dne 31. října 1947, č. 185 Sb., o mimořádné jednorázové dávce a mimořádní dávce z nadměrných přírůstků na majetku, který povinným osobám nařizoval zaplatit dávku ve výši od 7 do 20 % z hodnoty majetku, progresivně stoupající podle hodnoty toho majetku. Nejvyšší dvacetiprocentní sazba se uplatňovala při hodnotě majetku nad 20 milionů Kčs.